# Howard Cable
Howard Wilson Cable, detto Soup (Akron, 4 aprile 1913 – Prospect, 19 febbraio 1995), è stato un cestista statunitense, professionista nella NBL.

## Palmarès
- 2 volte campione NBL (1939, 1940)
- 2 volte All-NBL First Team (1939, 1940)
- All-NBL Second Team (1938)